# Янгушево
Янгушево (мар. Янгуш) — деревня в Моркинском районе Республики Марий Эл. Входит в состав Себеусадского сельского поселения.

## География
Находится в юго-восточной части республики Марий Эл на расстоянии приблизительно 8 км по прямой на запад-северо-запад от районного центра посёлка Морки.

## История
Основана в 1929 году переселенцами из деревни Воньжедур на землях, принадлежавших до того времени жителям деревни Ерсола. В 1932 году здесь проживали 55 человек, мари. В 2004 году в деревне находится 17 хозяйств. В советское время работал колхоз «Йангуш».

## Население
Население составляло 57 человек (мари 98 %) в 2002 году, 37 в 2010.